# Seicercus
Seicercus é um género de aves da família Phylloscopidae.

## Espécies
Este género contém as seguintes espécies:
- Seicercus affinis
- Seicercus burkii
- Seicercus castaniceps
- Seicercus grammiceps
- Seicercus montis
- Seicercus omeiensis
- Seicercus poliogenys
- Seicercus soror
- Seicercus tephrocephalus
- Seicercus valentini
- Seicercus whistleri